# Lijst van natuurparken in Italië
Hieronder volgt een lijst van de  (regionale) natuurparken in Italië (Italiaans: parco (regionale) naturale).
De Italiaanse natuurparken mogen niet verward worden met de  Italiaanse nationale parken (parco nazionale) , waarin de natuur veel strenger wordt beschermd.

## Valle d’Aosta
| Naam natuurpark      | Foto |
| -------------------- | ---- |
| Natuurpark Mont Avic |      |

## Ligurië
| Naam natuurpark                | Foto |
| ------------------------------ | ---- |
| Natuurpark Piana Crixia        |      |
| Natuurpark Beigua              |      |
| Natuurpark Antola              |      |
| Natuurpark Aveto               |      |
| Natuurpark Portovenere         |      |
| Natuurpark Montemarcello Magra |      |
| Natuurpark Alpi Liguri         |      |

## Lombardije
| Naam natuurpark                                | Foto |
| ---------------------------------------------- | ---- |
| Natuurpark Ticino                              |      |
| Natuurpark Adamello                            |      |
| Natuurpark Adda Nord                           |      |
| Natuurpark Adda Sud                            |      |
| Natuurpark Agricolo Sud Milano                 |      |
| Natuurpark Campo dei Fiori                     |      |
| Natuurpark Mincio                              |      |
| Natuurpark Colli di Bergamo                    |      |
| Natuurpark Monte Barro                         |      |
| Natuurpark Monte Netto                         |      |
| Natuurpark Serio                               |      |
| Natuurpark Alto Garda Bresciano                |      |
| Natuurpark Livignese                           |      |
| Natuurpark Grigna Settentrionale               |      |
| Natuurpark Valle del Lambro                    |      |
| Natuurpark Groane Brughiere Briantea           |      |
| Natuurpark Montevecchia Valle del Curone       |      |
| Natuurpark Bosco delle Querce                  |      |
| Natuurpark Nord Milano                         |      |
| Natuurpark Oglio Nord                          |      |
| Natuurpark Oglio Sud                           |      |
| Natuurpark Orobie Bergamasche                  |      |
| Natuurpark Orobie Valtellinesi                 |      |
| Natuurpark Pineta di Appiano Gentile e Tradate |      |
| Natuurpark Spina Verde                         |      |

## Piëmont
| Naam natuurpark                      | Foto |
| ------------------------------------ | ---- |
| Natuurpark Monviso                   |      |
| Natuurpark Gran Bosco di Salbertrand |      |
| Natuurpark Laghi di Avigliana        |      |
| Natuurpark Alpi Marittime            |      |
| Natuurpark Orsiera Rocciavrè         |      |
| Natuurpark Alta Valsesia             |      |
| Natuurpark Valle del Ticino          |      |

## Trentino-Alto Adige
| Naam natuurpark                                                      | Foto |
| -------------------------------------------------------------------- | ---- |
| Natuurpark Adamello-Brenta                                           |      |
| Natuurpark Paneveggio Pale di San Martino                            |      |
| Natuurpark Fanes-Sennes-Prags/Fanes-Sennes-Braies/Fanes-Senes-Braies |      |
| Natuurpark Texelgruppe/ Gruppo di Tessa                              |      |
| Natuurpark Trudner Horn/Monte Corno                                  |      |
| Natuurpark Puez-Geisler/Puez-Odle                                    |      |
| Natuurpark Drei Zinnen/Tre Cime                                      |      |
| Natuurpark Schlern-Rosengarten/Sciliar-Catinaccio                    |      |
| Natuurpark Rieserferner-Ahrn/Vedrette di Ries-Aurina                 |      |

## Veneto
| Naam natuurpark                  | Foto |
| -------------------------------- | ---- |
| Natuurpark Lessinia              |      |
| Natuurpark Colli Euganei         |      |
| Natuurpark Dolomiti d’Ampezzo    |      |
| Natuurpark Delta del Po (Veneto) |      |
| Natuurpark Fiume Sile            |      |

## Friuli-Venezia Giulia
| Naam natuurpark              | Foto |
| ---------------------------- | ---- |
| Natuurpark Dolomiti Friulane |      |
| Natuurpark Prealpi Giulie    |      |

## Emilia-Romagna
| Naam natuurpark                                      | Foto |
| ---------------------------------------------------- | ---- |
| Natuurpark Sasso Simone e Simoncello                 |      |
| Natuurpark Alto Appennino Modenese                   |      |
| Natuurpark Valli del Cedra e del Parma               |      |
| Natuurpark Abbazia di Monteveglio                    |      |
| Natuurpark Boschi di Carrega                         |      |
| Natuurpark Corno alle Scale                          |      |
| Natuurpark Delta del Po (dell’Emilia-Romagna)        |      |
| Natuurpark Gessi Bolognesi e Calanchi dell’Abbadessa |      |
| Natuurpark Laghi Suviana e Brasimone                 |      |
| Natuurpark Monte Sole                                |      |
| Natuurpark Stirone e Piacenziano                     |      |
| Natuurpark Taro                                      |      |
| Natuurpark Vena del Gesso Romagnola                  |      |

## Umbrië
| Naam natuurpark           | Foto |
| ------------------------- | ---- |
| Natuurpark Monte Subasio  |      |
| Natuurpark Lago Trasimeno |      |
| Natuurpark Monte Cucco    |      |
| Natuurpark Colfiorito     |      |
| Natuurpark Nera           |      |
| Natuurpark Tevere         |      |

## Marche
| Naam natuurpark                            | Foto |
| ------------------------------------------ | ---- |
| Natuurpark Conero                          |      |
| Natuurpark Gola della Rossa e di Frassassi |      |
| Natuurpark Monte San Bartolo               |      |
| Natuurpark Sasso Simone e Simoncello       |      |

## Toscane
| Naam natuurpark                                  | Foto |
| ------------------------------------------------ | ---- |
| Natuurpark Maremma                               |      |
| Natuurpark Miglarino, San Rossore, Massaciuccoli |      |
| Natuurpark Alpi Apuane                           |      |

## Lazio
| Naam natuurpark                       | Foto |
| ------------------------------------- | ---- |
| Natuurpark Monti Aurunci              |      |
| Natuurpark Bracciano-Martignano       |      |
| Natuurpark Monti Ausoni Lago di Fondi |      |
| Natuurpark Monti Simbruini            |      |
| Natuurpark Appia antica               |      |
| Natuurpark Castelli romani            |      |
| Natuurpark Monti Lucretili            |      |
| Natuurpark Gianola Monte di Scauri    |      |
| Natuurpark Veio                       |      |
| Natuurpark Marturanum                 |      |
| Natuurpark Riviera di Ulisse          |      |
| Natuurpark Monte Orlando              |      |
| Natuurpark Pineto                     |      |
| Natuurpark Valle del Treja            |      |
| Natuurpark Inviolata                  |      |
| Natuurpark Inviolata                  |      |
| Natuurpark Sutri                      |      |

## Abruzzo
| Naam natuurpark           | Foto |
| ------------------------- | ---- |
| Natuurpark Sirente-Velino |      |

## Campanië
| Naam natuurpark                         | Foto |
| --------------------------------------- | ---- |
| Natuurpark Diecimare                    |      |
| Natuurpark Fiume Sarno                  |      |
| Natuurpark Campi Flegrei                |      |
| Natuurpark Monti Lattari                |      |
| Natuurpark Matese                       |      |
| Natuurpark Partenio                     |      |
| Natuurpark Taburno-Campsauro            |      |
| Natuurpark Roccamonfina-Foce Garigliano |      |
| Natuurpark Monti Picentini              |      |

## Calabrië
| Naam natuurpark  | Foto |
| ---------------- | ---- |
| Natuurpark Serre |      |

## Apulië
| Naam natuurpark                                                  | Foto |
| ---------------------------------------------------------------- | ---- |
| Natuurpark Bosco e Paludi di Rauccio                             |      |
| Natuurpark Bosco Incoronata                                      |      |
| Natuurpark Costa Otranto-Santa Maria di Leuca e Bosco di Tricase |      |
| Natuurpark Dune costiere da Torre Canne a Torre San Leonardo     |      |
| Natuurpark Fiume Ofanto                                          |      |
| Natuurpark Isola di Sant'Andrea e litorale di Punta Pizzo        |      |
| Natuurpark Lama Balice                                           |      |
| Natuurpark Litorale di Ugento                                    |      |
| Natuurpark Porto Selvaggio e Palude del Capitano                 |      |
| Natuurpark Salina di Punta della Contessa                        |      |
| Natuurpark Terra delle Gravine                                   |      |

## Basilicata
| Naam natuurpark                                      | Foto |
| ---------------------------------------------------- | ---- |
| Natuurpark Vulture                                   |      |
| Natuurpark Chiesi Rupestri del Materano              |      |
| Natuurpark Gallipoli Cognato Piccole Dolomiti Lucane |      |

## Sicilië
| Naam natuurpark      | Foto |
| -------------------- | ---- |
| Natuurpark Madonie   |      |
| Natuurpark Etna      |      |
| Natuurpark Nebrodi   |      |
| Natuurpark Alcantara |      |

## Sardinië
| Naam natuurpark                                                           | Foto |
| ------------------------------------------------------------------------- | ---- |
| Natuurpark Porto Conte/Port del Comte/Portu Conte                         |      |
| Natuurpark Molentargius-Saline                                            |      |
| Natuurpark Gutturu Mannu                                                  |      |
| Natuurpark Tepilora, Sant'Anna,Rio Posada/Tepilòra, Sant'Anna, Riu Pasada |      |